# Famille immédiate
Pour plus de détails, voir Fiche technique et Distribution.
Famille immédiate (Immediate Family) est un film américain réalisé par Jonathan Kaplan et sorti en 1989.

## Synopsis
Un couple marié depuis 10 ans n'arrive pas à avoir d'enfants. Il envisage une adoption.

## Fiche technique
- Titre original : Immediate Family
- Réalisation : Jonathan Kaplan
- Scénario : Barbara Benedek
- Photographie : John Lindley
- Musique : Brad Fiedel
- Montage : Jane Kurson
- Durée : 95 minutes
- Dates de sortie: 
  - États-Unis : 27 octobre 1989
  - France : 8 août 1990

## Distribution
- Glenn Close (VF : Evelyn Séléna) : Linda Spector
- James Woods (VF : Joël Martineau) : Michael Spector
- Mary Stuart Masterson (VF : Isabelle Ganz) : Lucy Moore
- Kevin Dillon (VF : Renaud Marx) : Sam
- Linda Darlow (VF : Danièle Ajoret) : Susan Drew
- Harrison Mohr : Eli
- Mimi Kennedy : mère d'Eli
- Charles Levin : père d'Eli
- Jessica James (VF : Jacqueline Jefford) : Bessie
- Ken Lerner : Josh
- Jane Greer : mère de Michael